# Талисманы чемпионатов мира по футболу
Сейчас практически на каждом чемпионате мира по футболу имеется талисман.
Лев Вилли, талисман чемпионата 1966 года, был первым из таких талисманов и одним из первых вообще на крупных спортивных соревнованиях. Обычно в качестве талисмана выбирается какая-то характерная деталь, присущая стране-хозяйке чемпионата (костюм, растение, животное и т. п.).
Основной целью, ради которой придумывается талисман, является увеличение спроса на символику чемпионата и получение прибыли.
| Чемпионат               | Талисман(ы)                                                        | Описание |
| Англия 1966             | Вилли                                                              | Лев, типичный символ Великобритании, одетый в майку расцветки британского флага со словами «WORLD CUP» (Чемпионат мира). |
| Мексика 1970            | Хуанито                                                            | Мальчик, одетый в форму сборной Мексики и сомбреро со словами «MEXICO 70». Его имя — уменьшительное от часто встречаемого в испанском «Хуан» = Иван (то есть по-русски — Ванюшка). |
| ФРГ 1974                | Тип и Топ (или "Тип и Тап", зависит от регионального произношения) | Два мальчика, одетых в форму сборной Германии с буквами WM (Weltmeisterschaft, Чемпионат мира) и номером 74. |
| Аргентина 1978          | Гаучито                                                            | Мальчик в форме сборной Аргентины. Его шапка (со словами ARGENTINA '78), шейный платок и плеть типичны для гаучо (живущие в пампасах люди, аналог ковбоев). |
| Испания 1982            | Наранхито                                                          | Апельсин, обычный для Испании фрукт, одетый в форму сборной. Его имя происходит от исп. naranja — апельсин. |
| Мексика 1986            | Пике                                                               | Красный перец, характерный для мексиканской кухни, с усами и сомбреро на голове. Его имя происходит от исп. picante, обобщающего названия для специй. |
| Италия 1990             | Чао                                                                | Стилизованный человечек, раскрашенный в цвета итальянского флага, с мячом вместо головы. В качестве имени было выбрано самое популярное слово в Италии. |
| США 1994                | Страйкер                                                           | Собака, одетая в футбольную форму цветов флага США со словами «USA 94». Персонаж был придуман компанией Диснея. |
| Франция 1998            | Футикс                                                             | Галльский петух, символ Франции, со словами «FRANCE 98» на груди. Окрашен в синий цвет, как и форма сборной. Его имя происходит от англ. football и окончания -ix, которое позаимствовали у галла Астерикса — популярного во Франции героя комиксов и фильмов. |
| Корея/Япония 2002       | Ато, Каз и Ник                                                     | Ато, Каз и Ник — соответственно оранжевый, розовый и синий существа, созданные при помощи компьютерной графики, призванные подчеркнуть высокотехнологичность Кореи и Японии. Все трое — члены команды по «Атмоболу» (вымышленный вид спорта, родственный футболу), Ато — тренер, а Каз и Ник — игроки. Имена были выбраны пользователями интернета и Макдоналдс в странах-хозяйках чемпионата. |
| Германия 2006           | Голео VI† компаньон: Пилле†                                        | Лев, одетый в футболку немецкой сборной с номером 06, и говорящий мяч. По причине банкротства производящей компании работа с франчайзом остановлена. |
| ЮАР 2010                | Закуми                                                             | Леопард с зелёными волосами в футболке со словами SOUTH AFRICA 2010. Сочетание зелёного и жёлтого представляет цвета национальных спортивных команд ЮАР. Имя Закуми (Zakumi) образовано от ZA (международное обозначение ЮАР) и kumi, что на некоторых африканских языках означает «десять».                                                                                                   |
| Бразилия 2014           | Фулеко                                                             | Броненосец с синими волосами в футболке со словами BRAZIL 2014. Сочетание синего, зелёного и жёлтого представляет цвета национальных спортивных команд Бразилии. Имя Фулеко (Fuleco) образовано от Fu (futebol, футбол) и leco (ecologia, экология). |
| Россия 2018             | Забивака                                                           | Волк с коричнево-белой шерстью в футболке со словами RUSSIA 2018 с надетыми/снятыми оранжевыми спортивными очками. Сочетание белого, синего и красного в футболке и шортах представляют национальные цвета команды России. |
| Катар 2022              | Лаиб                                                               | Белая плавающая куфия с глазами, бровями и открытым ртом. |
| США/Канада/Мексика 2026 | TBD                                                                | TBD |